# Vervet
De vervet, Zuid-Afrikaanse groene meerkat of blauwaap (Chlorocebus pygerythrus) is een soort van het geslacht groene meerkatten (Chlorocebus). Van alle groene meerkatten heeft de vervet het grootste verspreidingsgebied, dat zich uitstrekt van Zuid-Afrika tot Ethiopië. Het is een algemene apensoort, die vaak in de buurt van nederzettingen te vinden is.

## Beschrijving
De vervet is een zeer beweeglijke, slanke primaat met lange ledematen. De vacht is ruw en vrij lang. De rug en kroon zijn over het algemeen lichtgrijs met een olijfgroene gloed. De vachtkleur verschilt per regio. Zo hebben de dieren in Oost-Afrika een gelige zweem over het midden van de rug, terwijl de dieren in Mozambique een rode zweem hebben en de Zuid-Afrikaanse dieren donkergroen zijn. De borst en buik zijn wit, de onderste delen van de benen grijzig wit. De staart, die even lang is als de rest van het lichaam, is grijzig met een zwarte punt. Het korte haar op de handen en voeten is zwart van kleur. Het gezicht is eveneens zwart, net als de kleine oren. Rondom het gezicht, van de wangen tot de wenkbrauwboog, loopt een witte vachtkring. De ogen zijn donkerbruin van kleur. Haarpluimen rond de anus en staartwortel zijn roodbruin. Het mannetje heeft een turquoise tot lazuurblauwe scrotum en een scharlakenrode penis.
De hoektanden zijn lang: tot 3,2 cm bij het mannetje, gemeten vanaf het tandvlees.

### Afmetingen
Het mannetje heeft een kop-romplengte van 50 tot 65 cm, het vrouwtje 38 tot 62 cm. De staartlengte is 48 tot 75 cm. Het mannetje heeft een lichaamsgewicht van gemiddeld 5,5 kg (3,8 tot 8 kg), het vrouwtje van 4,1 kg (3,4 tot 5,2 kg). Eilanddieren, zoals op Pemba en in het Victoriameer, zijn kleiner dan dieren van het vasteland.

### Sporen
De uitwerpselen zijn grof afgerond en klonterig en bevatten meestal delen van onverteerd plantaardig materiaal.

## Verspreiding en habitat
De vervet leeft verspreid over het zuiden en het oosten van het Afrikaanse continent, van de Ethiopische Riftvallei en Zuid-Somalië in het noorden, via de laagvlakten van Ethiopië, Kenia, Tanzania, Oeganda, Zambia ten oosten van de rivier de Luangwa, Malawi, Mozambique, Zimbabwe en Botswana tot in Zuid-Afrika, waar hij in alle provincies kan worden aangetroffen. Hij wordt ook aangetroffen op eilandjes voor de kust van Kenia en Tanzania, zoals Pemba, Mafia en Manda. Hij ontbreekt grotendeels in het droge westen van zuidelijk Afrika, waar hij voornamelijk wordt aangetroffen langs rivieren als de Oranjerivier en de Okavango. Ten westen van de Luangwa wordt zijn plaats ingenomen door de nauw verwante malbrouck (Chlorocebus cynosuros).
De vervet komt algemeen voor in licht beboste gebieden, zoals boomsavannes, miombo, rivierbossen (bij voorkeur gedomineerd door acacia's) en mangrovebossen langs de kust, tot op een hoogte van 3000 meter. De vervet kan ook dicht bij de mens worden aangetroffen, zowel in landbouwgebieden als in buitenwijken van stedelijke gebieden. De vervet is voor zijn verspreiding afhankelijk van water. Hij ontbreekt grotendeels in woestijngebieden en dichte wouden.

## Taxonomie
De vervet wordt, net als de andere leden van het geslacht der groene meerkatten (Chlorocebus), soms als ondersoort van Chlorocebus aethiops beschouwd. In het verleden werden de groene meerkatten ingedeeld in het geslacht Cercopithecus.
Er zijn vijf verschillende ondersoorten van de vervet bekend. De malbrouck (Chlorocebus cynosuros) wordt soms eveneens als ondersoort beschouwd, maar hier als aparte soort behandeld.
- Soort: Chlorocebus pygerythrus (Vervet, Zuid-Afrikaanse groene meerkat of blauwaap)
  - Ondersoort: Chlorocebus pygerythrus excubitor – Komt voor op het eiland Pate
  - Ondersoort: Chlorocebus pygerythrus hilgerti – Komt voor in zuidelijk Kenia
  - Ondersoort: Chlorocebus pygerythrus nesiotes – Komt voor in en bij Pemba.
  - Ondersoort: Chlorocebus pygerythrus pygerythrus – Komt voor in en bij Zuid-Afrika, Botswana, Lesotho en Swaziland.
  -  Ondersoort: Chlorocebus pygerythrus rufoviridis – Komt voor in en bij Mozambique tot Oeganda.

Hybrides met andere groene meerkatten zijn bekend: met de tantalus (Chlorocebus tantalus) langs de noordelijke oevers van het Victoriameer en met Chlorocebus djamdjamensis in Zuidoost-Ethiopië.

## Levenswijze

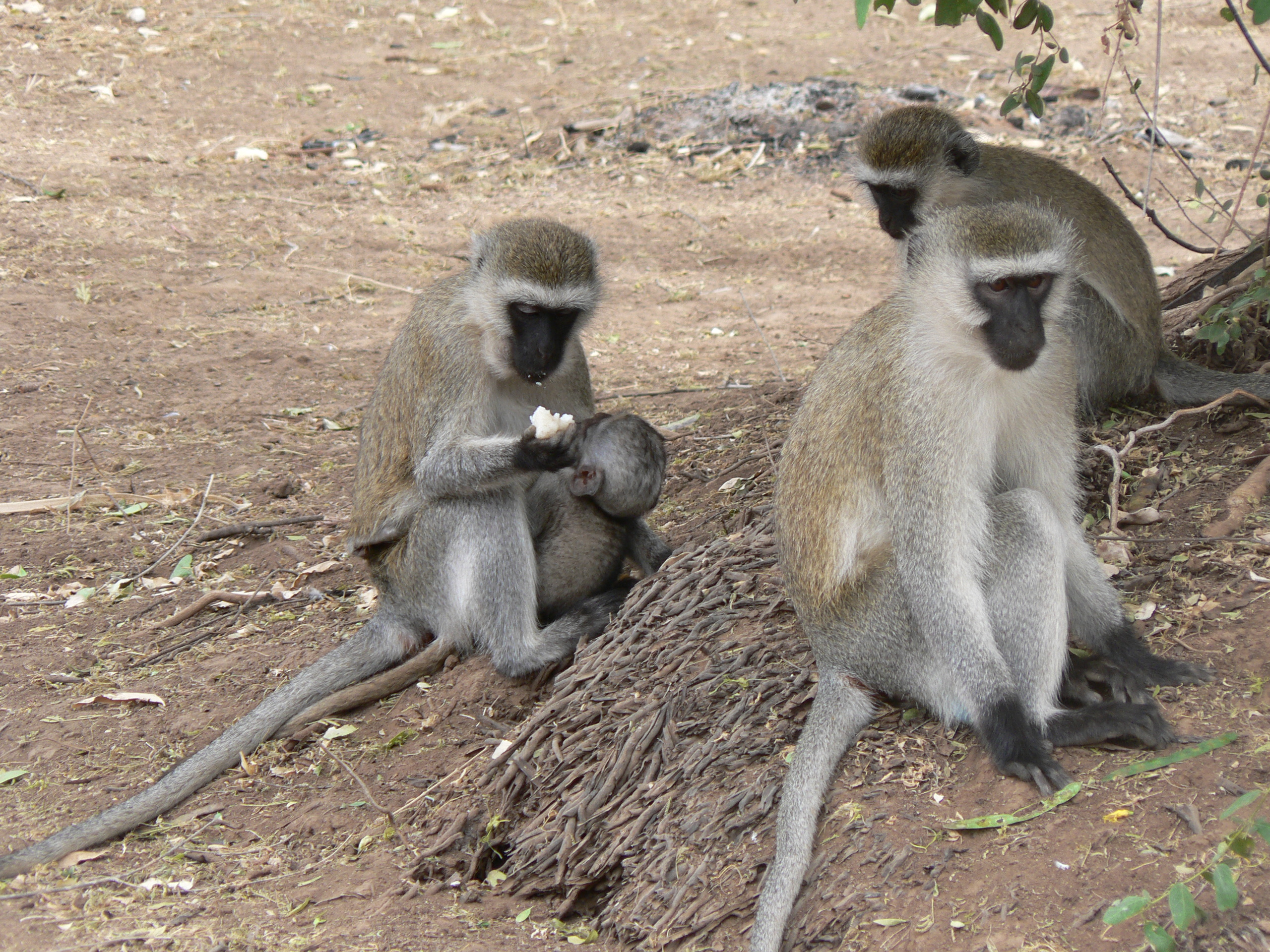
Groep vervets in Samburu

De vervet is een diurnaal dier, wat wil zeggen dat hij overdag actief is. De nacht brengen zij door in een boom, soms langs een rotswand. De vervet is een goede klimmer.

### Voedsel
Foerageren gebeurt voornamelijk op de grond, maar ook in bomen. 's Ochtends en voor het vallen van de avond wordt er voornamelijk naar voedsel in de buurt van de slaapboom gezocht, tegen het middaguur gaan zij op foerageertocht door het open veld. Daarbij kunnen zij grote afstanden afleggen, waardoor groepsleden wel 300 meter van elkaar verwijderd kunnen raken. Ze blijven wel binnen het territorium.
De vervet eet een grote verscheidenheid aan plantaardig materiaal, waaronder vijgen, bessen, marula en ander fruit, bladeren, grassen, zaden en peulen, gom en bloemen. Belangrijke bomen zijn Acacia, Albizia en Ziziphus micronata. Daarnaast worden ook insecten en andere ongewervelden geconsumeerd, vooral termieten en sprinkhanen. Soms eten ze vogeleieren en kleine gewervelde dieren, waaronder jonge vogels en hagedissen. Wanneer een vervet dicht bij mensen leeft, voedt hij zich ook met brood en gewassen.
De vervet drinkt dagelijks.

### Sociale structuur
Het is een zeer sociale aap, die in troepen leeft van meerdere vrouwtjes en enkele onverwante mannetjes. Afhankelijk van de omstandigheden kan een troep bestaan uit zes tot meer dan vijftig dieren. Een troep van tien tot dertig dieren is het meest gebruikelijk. In Oeganda werd een gemiddelde groepsgrootte van negen tot elf dieren aangetroffen.
Vrouwtjes blijven in de troep waarin ze geboren zijn. Mannetjes verlaten de troep na de puberteit, om vervolgens van troep naar troep te zwerven. Een mannetje trekt ongeveer drie jaar met een troep op. Binnen de troep heerst een strikte vorm van hiërarchie. Zowel onder de mannetjes als onder de vrouwtjes heerst een hiërarchie. Enkel het dominante mannetje heeft het recht om te paren. De hiërarchie onder vrouwtjes wordt bepaald door verbintenissen tussen verwante vrouwtjes: vrouwtjes uit familie A staan hoger in de hiërarchie dan vrouwtjes uit familie B. Sociale banden worden gesmeed door middel van vlooien.
Deze troep kent een territorium met duidelijke grenzen. De grootte van het territorium is afhankelijk van de beschikbaarheid van voedsel en bedraagt volgens onderzoek in Kenia tussen de 18 en 96 hectare. In het centrum van het territorium staat een grote boom of groepje struiken, dat dient als schuil- of slaapplaats. De grenzen van het territorium worden niet verdedigd met agressief gedrag, alhoewel de dieren elkaar kunnen achtervolgen.

#### Communicatie
De vervet communiceert met een grote reeks aan roepen en visuele signalen. Bij een studie in 1967 werden 36 roepen vastgesteld, met 21 tot 23 verschillende boodschappen.
De vervet waarschuwt zijn groepsleden voor een predator door geluid te produceren. Voor de drie belangrijkste predatoren (slangen, roofvogels, en luipaarden en andere op de grond jagende roofdieren) hebben ze een ander waarschuwingssignaal. De roep voor de luipaard laat dieren de boom in vluchten, die voor een roofvogel ze omhoog laat kijken en de bosjes in vluchten, terwijl bij de roep voor een slang enkele dieren op hun achterpoten gaan staan om het gras af te speuren. De jongen hebben een aangeboren neiging om deze geluiden bij gevaar te produceren.

### Voortplanting

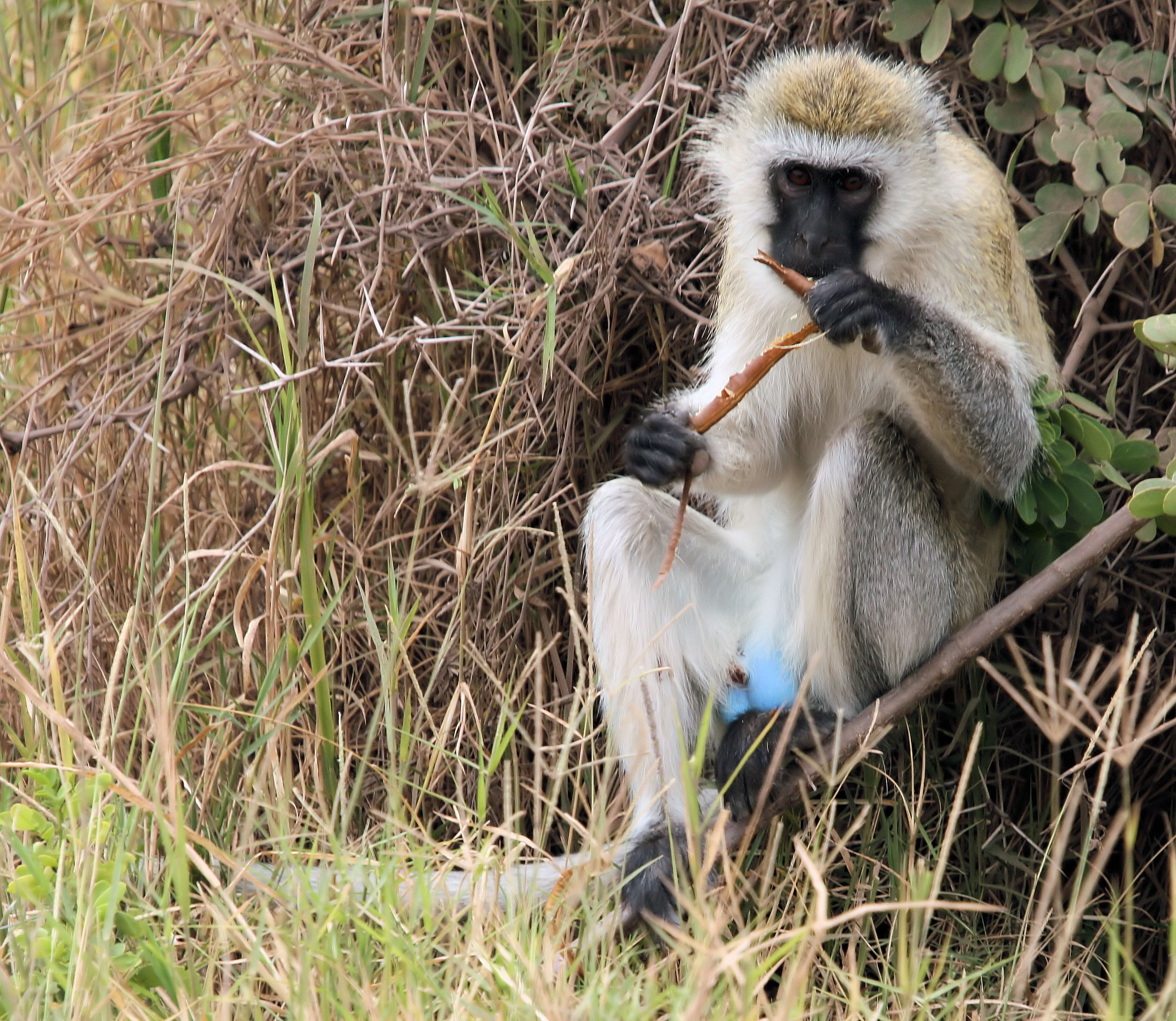
Mannetje in Lake Manyara Nationaal Park, Tanzania

De vervet kent geen vaste paartijd. Sommige gebieden kennen wel in vaste maanden een geboortepiek. Als het mannetje bereid is om te paren, laat hij zijn felgekleurde genitaliën zien. De draagtijd bedraagt 160 tot 170 dagen. Per worp wordt er één jong geboren. Tweelingen zijn zeldzaam. Het pasgeboren jong is zwart met een roze gezicht en weegt 300 tot 400 gram. De jongen worden vier maandengespeend. Het vrouwtje blijft echter voor het jong zorgen tot de komst van het volgende jong.
Vrouwtjes in gevangenschap kunnen zich al voortplanten als zij 2,5 jaar oud zijn, maar in het wild gebeurt dit meestal later: in Amboseli Nationaal Park, Kenia, krijgen vrouwtjes hun eerste jong als ze ongeveer vijf jaar oud zijn.

### Vijanden
Vervets zijn gevoelig voor predatie. In een populatie in Amboseli, Kenia, was predatie verantwoordelijk voor 50% van de sterfgevallen. In één jaar was een enkele luipaard zelfs verantwoordelijk voor de dood van 70% van alle dieren. Naast de luipaard zijn de belangrijkste predatoren kroonarend, vechtarend en rotspython. Ook andere dieren, waaronder de groene baviaan, grijpen soms een vervet.

## Relatie met de mens
De vervet is een algemene, niet-bedreigde diersoort, die geregeld te vinden is in de buurt van de mens. Aangezien hij zich voedt met landbouwgewassen, kan hij zich in de buurt van akkers, boomgaarden en tuinen ontwikkelen tot een ware plaag. Om die reden worden zij zwaar bejaagd. In sommige gebieden, zoals in het district Turkana in Noordwest-Kenia, is de vervet onderdeel van het bushmeat.